# Žalm 101

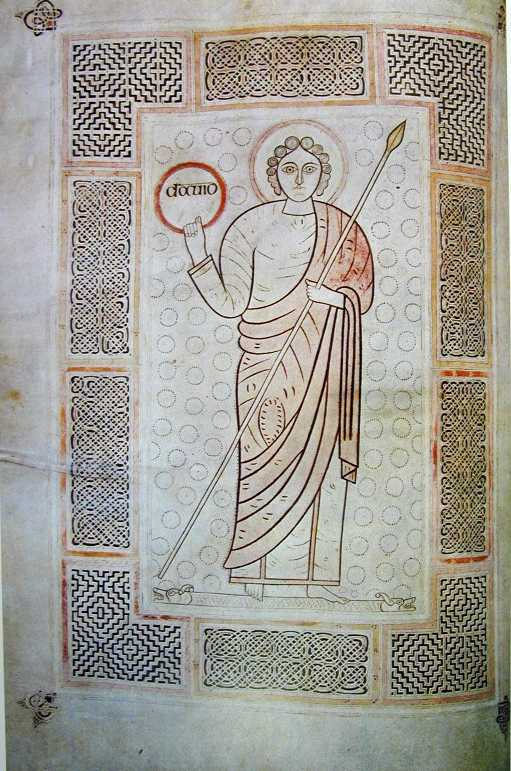
Katedrála Durham, David

Žalm 101 („O milosrdenství a soudu chci zpívat“) je biblický žalm. V překladech, které číslují podle Septuaginty, se jedná o 100. žalm. Žalm je nadepsán těmito slovy: „Davidův. Žalm.“ Podle některých vykladačů toto nadepsání znamená, že žalm byl určen pro krále z Davidova rodu. Tradiční židovský výklad naproti tomu považuje žalmy, které jsou označeny Davidovým jménem, za ty, které sepsal přímo král David.